# Parvidrilidae
Famille
Les Parvidrilidae sont une famille de vers annélides de la classe des Clitellata et de l'ordre des Haplotaxida. Découverte en 1999 par Christer Erséus (sv), cette famille est l'une des plus récentes décrites. Elle comprend uniquement des espèces d'eaux souterraines, dans des grottes en Europe et aux États-Unis. En 2019, on compte un seul genre décrit, Parvidrilus.

## Liste des espèces
Selon World Register of Marine Species (23 mars 2019) :
- espèce Parvidrilus camachoi Martínez-Ansemil & Sambugar, 2012
- espèce Parvidrilus gianii Martínez-Ansemil & Sambugar, 2012
- espèce Parvidrilus jugeti DesChâtelliers & Martin, 2012
- espèce Parvidrilus meyssonnieri DesChâtelliers & Martin, 2012
- espèce Parvidrilus spelaeus Martínez-Ansemil, Sambugar & Giani, 2002
- espèce Parvidrilus stochi Sambugar & Martínez-Ansemil, 2012
- espèce Parvidrilus strayeri Erséus, 1999
- espèce Parvidrilus tomasini Sambugar & Martínez-Ansemil, 2012

## Caractéristiques
Les Parvidrilidae sont des petits vers souterrains, de 1 à 2 mm. Leurs principales caractéristiques morphologiques sont la présence de soies dans les faisceaux ventraux, la position nettement postérieure des soies dans les segments, la présence de poches glandulaires mi-dorsales, le développement latéral du clitellum, la présence d’un seul pore mâle dans le segment XII et la présence d’une seule spermathèque (à part pour P. jugeti, qui n'en possède pas).
Les clés dichotomiques disponibles déterminent la famille en utilisant la présence de soies dorsales et ventrales, des soies dorsales spécifiquement dans le segment III, et une spermathèque présente dans le segment XII ou XIII, ou absente, contrairement aux Capilloventridae, qui ont une spermathèque en VII.

## Répartition
Les Parvidrilidae sont tous des vers retrouvés dans des grottes souterraines situées dans le Sud de l'Espagne, en Italie, en France, en Slovénie et aux États-Unis.